# Erich Schmidt (Politiker, 1. Dezember 1882)
Erich Schmidt (* 1. Dezember 1882 in Racibórz (Ratibor in Schlesien); † 22. August 1965 in Konstanz) war ein deutscher Politiker (CDU) und Oberbürgermeister der Stadt Fulda.  

## Leben
Erich Schmidt wurde als Sohn eines Bahnbeamten geboren, machte am Kopernikus-Gymnasium in Kattowitz das Abitur und absolvierte eine Banklehre und war von 1908 an als Bankangestellter in Breslau tätig. 
Von 1911 an leitete er die Filiale der Deutschen Bank in Kattowitz.
Schmidt musste von 1914 bis 1918 Kriegsdienst leisten und kam 1923 nach Fulda, wo er die Leitung der Filiale der Deutschen Bank übernahm. 
Von den Alliierten Besatzungsmächten 
wurde er am 26. Juni 1945 nach dem deutschen Zusammenbruch als Oberbürgermeister der Stadt Fulda eingesetzt und lenkte die Geschicke der Stadt. Er war Mitglied der CDU, die sich unmittelbar nach Kriegsende spontan gründete. Schmidt blieb bis zum 31. Juli 1946 in dem Amt und wurde durch Cuno Raabe abgelöst.
In der Oberbürgermeistergalerie im Fuldaer Stadtschloss befindet sich  ein  Porträt von Erich Schmidt.